# Kyary Pamyu Pamyu
Kyary Pamyu Pamyu (jap. きゃりーぱみゅぱみゅ), właśc. Kiriko Takemura (jap. 竹村 桐子 Takemura Kiriko) (ur. 1993) – japońska piosenkarka i modelka związana z tokijską dzielnicą Harajuku. Występuje również pod pseudonimami: Caroline Charoplop Kyary Pamyu Pamyu, KPP, lub jako Kyary.

## Kariera

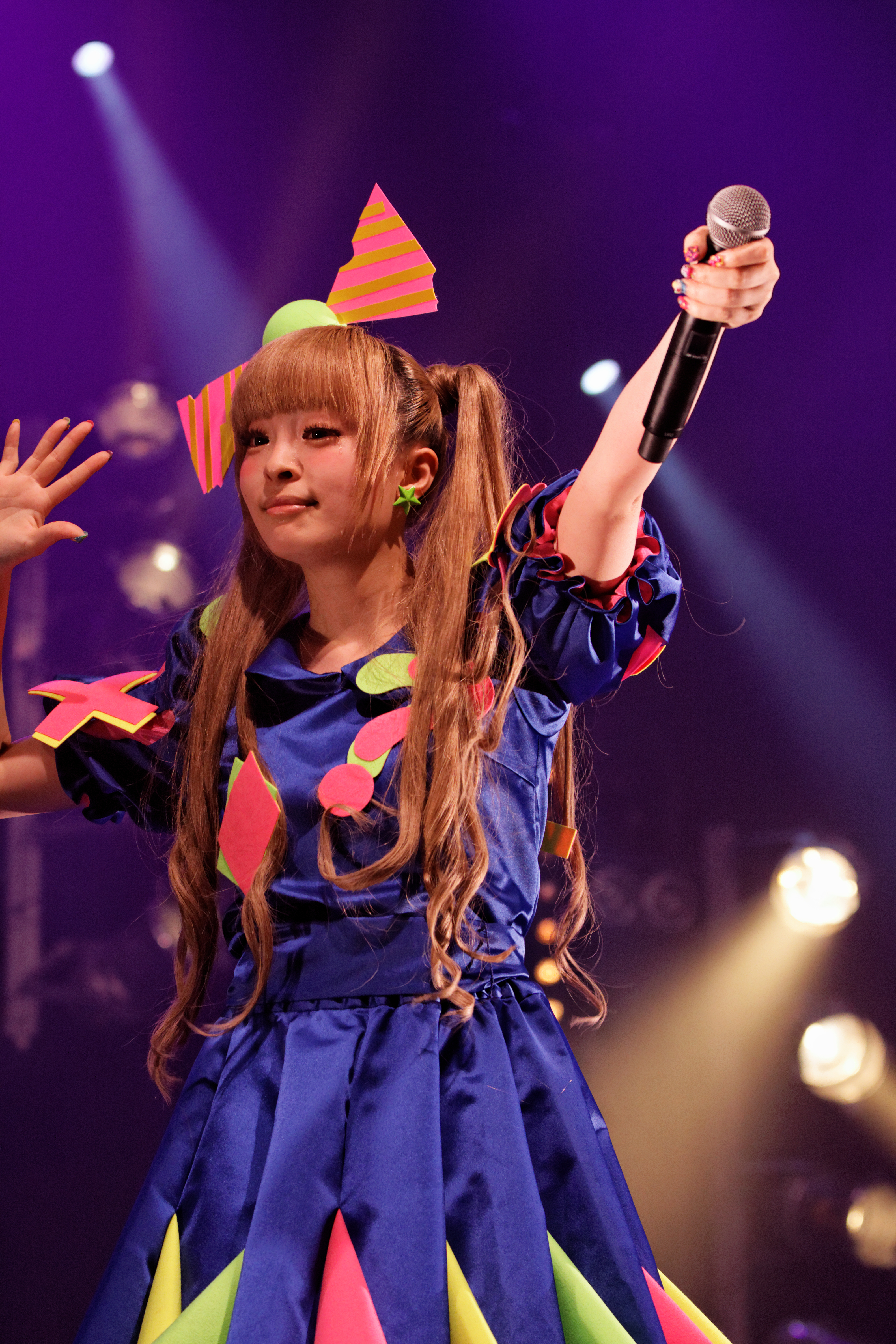
Kyary Pamyu Pamyu na Japan Expo w 2012

W 2010 roku Takemura zaczęła prowadzić bloga o modzie. Popularność zdobyła jednak jako fotomodelka. Początkowo w czasopiśmie "KERA" ukazało się jej małe zdjęcie z przyjaciółką. Po wydaniu numeru została zauważona przez redakcję, i zaczęła tam pracować regularnie. Po odniesionym sukcesie Kyary wypuściła na rynek swoją własna linię sztucznych rzęs.

### Kariera muzyczna
Kariera Kyary jako piosenkarki rozpoczęła się po nawiązaniu współpracy z High School Singer i wydaniu w 2010 singli Miracle Orange i Loveberry. Sławę na poziomie międzynarodowym zapewnił jej wydany w 2011 roku teledysk do singla "PonPonPon", który jest wręcz idealnym odzwierciedleniem stereotypów o współczesnej kulturze Japonii. Stał się on hitem wiralnym.
W tym samym roku pojawiło się EP "Moshi Moshi Harajuku" (Halo Harajuku?) zawierające "PonPonPon". W 2012 roku ukazał się jej pierwszy pełny, studyjny album "Pamyu Pamyu Revolution". 9 lutego Kyary ruszyła w trasę "KPP 100% World Tour" podczas której zagrała trzy koncerty w Europie.
Po dużym sukcesie komercyjnym albumu "Pamyu Pamyu Revolution" 17 października 2012 roku ukazał się singiel "Fashion Monster" zapowiadający nowy album. 30 stycznia 2013 roku z okazji 20. urodzin Kiriko wydano opowiadający o wchodzeniu w dorosłość utwór "Furisodeshon". 11 marca na platformie YouTube wytwórnia muzyczna Warner Music Japan udostępniła teledysk do piosenki "Ninja Re Bang Bang", którą wydano jako singiel 20 marca. Utwór okazał się największym jak dotąd sukcesem komercyjnym od czasu "PonPonPon" rozchodząc się w ponad pięćdziesięciu tysiącach kopii. Ostatni singiel z albumu – "Invader, Invader" został wydany 15 maja. Sam album zatytułowany "Nanda Collection" trafił do regularnej sprzedaży 26 czerwca 2013 roku. Album w Japonii pokrył się platyną.

## Styl
Kyary jest bardzo związana z tokijską dzielnicą Harajuku. Pozuje do tamtejszych magazynów, często daje koncerty, pojawia się w telewizji internetowej promującej dystrykt "Harajuku Kawaii!! TV". Jej styl jest ściśle związany z tamtejszą kulturą popularną. O swojej muzyce mówi: "Mój koncept bazuje na modzie i muzyce. To współpraca pomiędzy tymi dwoma kosmosami z domieszką "słodyczy", ale i pewnej niedbałości. Próbuję stworzyć wizerunek dziewczyny, który jest nie tylko uroczy, ale także artystyczny.".

## Pseudonim

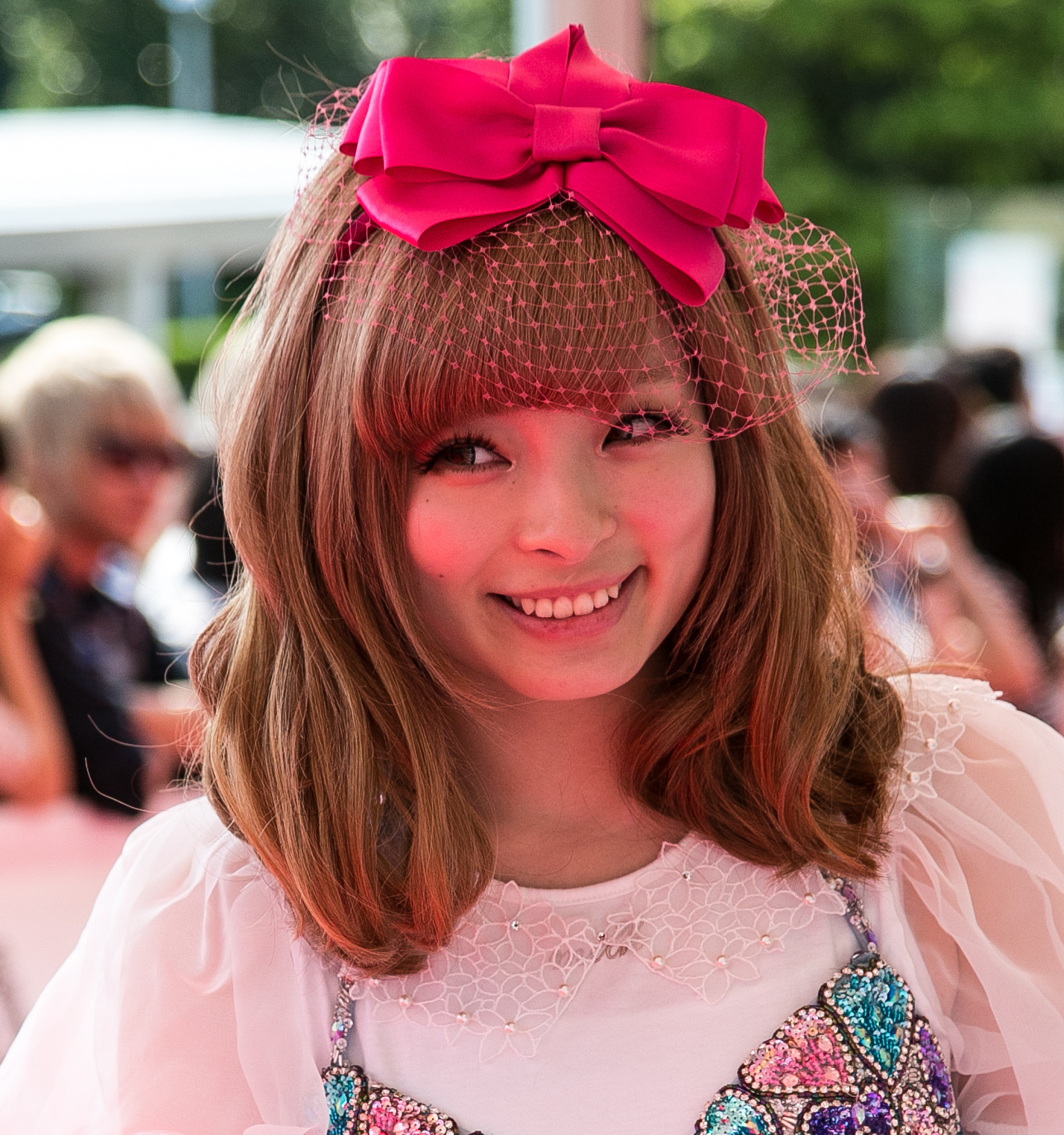
Kyary Pamyu Pamyu na MTV Video Music Awards Japan 2014

"Kyary" to zniekształcone imię "Carry" – zdrobnienia od angielskiego imienia "Caroline", którym koledzy i koleżanki zwracali się do niej w szkole, ze względu na jej zainteresowanie kulturą zachodnią i blond perukę. Jednak po rozpoczęciu kariery Kyary stwierdziła, że jedno imię jest zbyt krótkie i bawiąc się literami ułożyła "Pamyu Pamyu".

## Dyskografia

### Albumy studyjne
- Pamyu Pamyu Revolution (jap. ぱみゅぱみゅレボリューション) (23 maja 2012)
- Nanda Collection (jap. なんだこれくしょん) (26 czerwca 2013)
- Pika Pika Fantajin (jap. ピカピカふぁんたじん) (9 lipca 2014)
- Japamyu (jap. じゃぱみゅ) (26 września 2018)
- Candy Racer  (27 października 2021)

### Minialbumy
- Moshi Moshi Harajuku (2011)

### Kompilacje
- Kyary Pamyu Pamyu's Ghibli Set (2011)
- KPP Best (2016)

### Single
- „Miracle Orange” (jap. ミラクルオレンジ) (2010)
- „Loveberry” (jap. ラブベリー) (2010)
- „PONPONPON” (20 lipca 2011)
- „Tsukematsukeru” (jap. つけまつける) (7 grudnia 2011)
- „CANDY CANDY” (13 marca 2012)
- „Fashion Monster” (jap. ファッションモンスター) (20 września 2012)
- „Kimi ni 100 Percent/Furisodeshon” (jap. キミに100パーセント/ふりそでーしょん) (29 stycznia 2013)
- „Ninja Re Bang Bang” (jap. にんじゃりばんばん) (11 marca 2013)
- „Invader Invader” (jap. インベーダーインベーダー) (7 maja 2013)
- „Mottai Night Land” (jap. もったいないとらんど) (23 października 2013)
- „Yume no hajima Ring Ring” (jap. ゆめのはじまりんりん) (19 lutego 2014)
- „Family Party” (jap. ファミリーパーティー) (8 kwietnia 2014)
- „Kira Kira Killer” (jap. きらきらキラー) (24 czerwca 2014)
- „Mondai Girl” (jap. もんだいガール) (16 marca 2015)[2]
- „Crazy Party Night ~Pumpkin no gyakushū~” (jap. Crazy Party Night 〜ぱんぷきんの逆襲〜) (2 września 2015)
- „Sai & Co” (jap. 最&高) (18 lutego 2016)
- „Crazy Crazy/Harajuku iyahoi” (jap. Crazy Crazy/原宿いやほい) (1 stycznia 2017)
- „Easta” (jap. 良すた) (3 kwietnia 2017)
- „Kimino mikata” (jap. きみのみかた) (26 września 2018)
- „Kimi ga iine kuretara” (jap. きみがいいねくれたら) (8 maja 2019)
- „Kamaitachi” (jap. かまいたち) (23 kwietnia 2020)
- „Gum Gum Girl” (jap. ガムガムガール) (28 stycznia 2021)
- Gentenkaihi (jap. 原点回避) (2021)
- Jumping Up (jap. じゃんぴんなっぷ ) (2021)
- Dodonpa (2021)